# Mannentrouw
Mannentrouw (Plumbago auriculata, synoniem: Plumbago capensis) is een plant uit de strandkruidfamilie (Plumbaginaceae). 
De plant heeft tot 4 m lange twijgen. De verspreid staande bladeren zijn ovaal of eirond en 3-9 × 1-3 cm groot. In de bladoksels bevinden zich oorvormige steunblaadjes. De bloemen groeien in eindstandige, 2-6 cm lange trossen. De 3 cm brede, blauwe of zelden witte bloemen bestaan uit vijf bloemblaadjes. De vruchten zijn 8 mm lange doosvruchten die na rijping met vijf kleppen openspringen.
Mannentrouw is endemisch in het oosten van Zuid-Afrika.

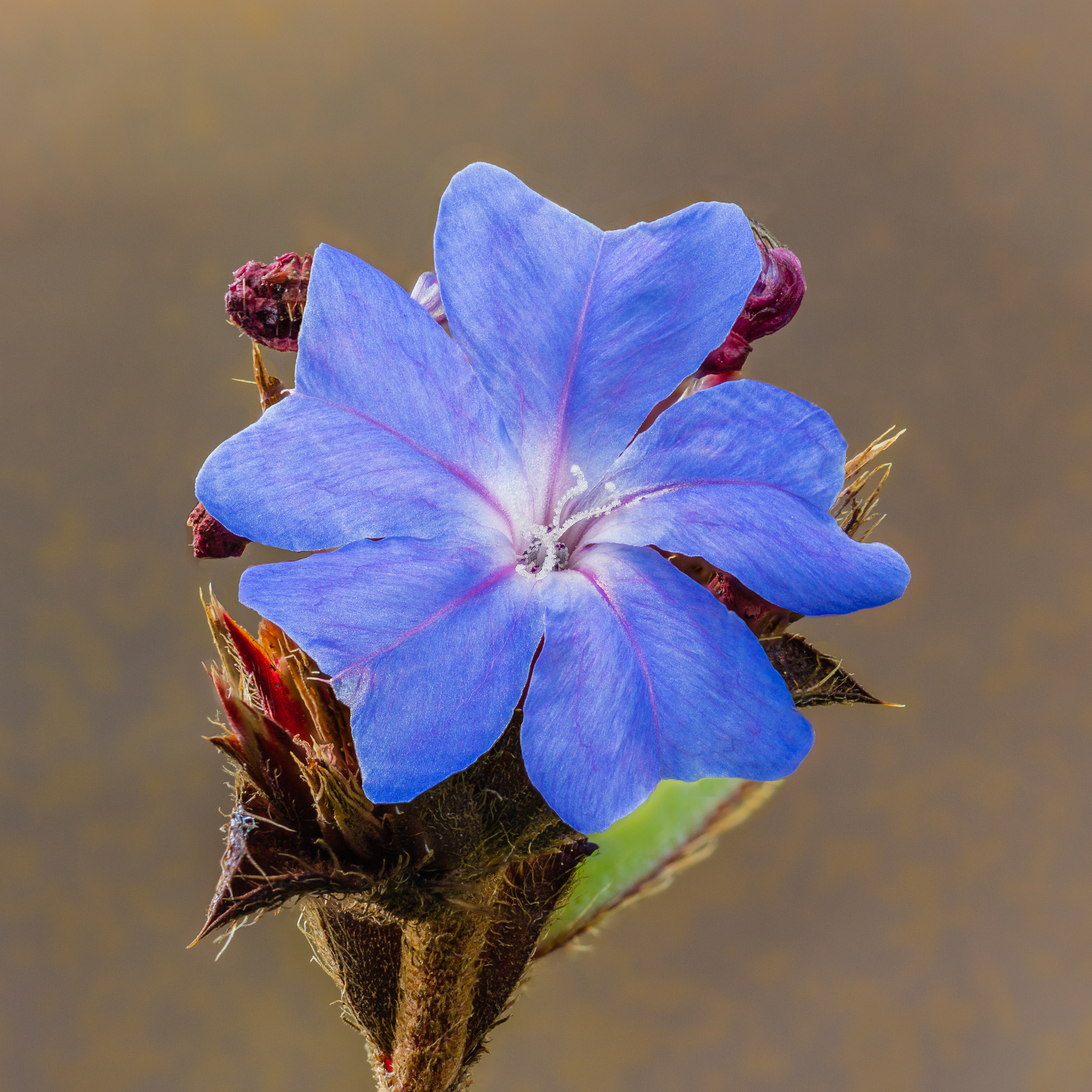
Bloem van een Plumbago auriculata.

De plant kan in het warme seizoen in West-Europa buiten staan als kuipplant. Temperaturen beneden de -8 °C zal de plant niet overleven. In de winter kan de plant het beste in de koude kas of in een koel vertrek worden gehouden. In het Middellandse Zeegebied kan de soort het hele jaar buiten staan.
Mannentrouw wordt ook wel "verliefde luitenant" genoemd. Over hoe deze plant aan haar Nederlandse namen komt, worden diverse verklaringen aangevoerd. Een daarvan is dat de uitgebloeide bloem kleverig is aan kleding blijft "hangen" bij passeren.